# つたえゆず
つたえゆずは、日本の漫画家。

## 人物・概要
主にボーイズラブ作品を手掛けており、沢城利穂との共同作品がほとんどである。代表作「好きなものは好きだからしょうがない!!」はテレビアニメ化もされた。

## 主要作品
- 好きなものは好きだからしょうがない!!（原作：沢城利穂・2005年）
- オレ様には敵わない!（原作：沢城利穂・2005年）
- いきなり生徒会!?（原作：沢城利穂・2006年）
- ようこそ、ご主人様の工房へ!（2008年）
- 恋のレッスン（原作：沢城利穂・2008年）
- ネコと後輩とラブロマンス（2009年）